# Schrödingers Katze (Romantrilogie)
Schrödingers Katze (engl. Schrödinger’s Cat – nach Erwin Schrödingers Gedankenexperiment Schrödingers Katze) ist eine Roman-Trilogie von Robert Anton Wilson. Sie besteht aus den  Bänden:
1. Das Universum nebenan (engl. The Universe Next Door)
2. Der Zauberhut (engl. The Trick Top Hat)
3. Die Brieftauben (engl. The Homing Pigeons)

Hauptthema der Trilogie ist die Viele-Welten-Interpretation der Quantenmechanik. Jeder Band spielt in einem anderen Paralleluniversum, das sich leicht von dem der beiden anderen unterscheidet. Mit der Handlung parodiert der Autor gleichzeitig verschiedene Verschwörungstheorien in der Gestalt verschiedener Geheimbünde und Geheimdienste, die mittels Desinformation und Mehrfachagenten aus dem Hintergrund die Geschicke der Welt lenken. Dies ist eine Parallele zur Roman-Trilogie Illuminatus!, die er zusammen mit Robert Shea verfasste. Aus diesem Werk übernahm er außerdem einige Charaktere.

## Inhalt
Die Handlung spielt in Unistat, dem Roman-Äquivalent zu den USA, und beschreibt sich überschneidende Handlungsstränge mit einer Vielzahl von Charakteren, z. B.:
- Epicene Wildeblood (nach seiner Geschlechtsumwandlung: Mary Margaret Wildeblood), ein transsexueller Literaturkritiker, der oft wilde Partys veranstaltet
- Frank Dashwood, Präsident von Orgasm Research (der Name ist eine Anspielung auf den berühmten Wüstling Sir Francis Dashwood)
- Markoff Chaney, ein Zwerg
- Hugh Crane (auch: Cagliostro der Große), ein Mystiker und Magier
- Furbish Lousewart V, Autor und Präsident von Unistat
- Marvin Gardens, Autor und Kokain-Süchtiger
- Eve Hubbard, Wissenschaftlerin und alternative Präsidentin von Unistat
- Dr. Rauss Elysium, Gründer der Invisible Hand Society (der Name ist eine Anspielung auf den Ausdruck Tochter aus Elysium im Gedicht An die Freude von Friedrich Schiller)

Auch Wilson selbst taucht an verschiedenen Stellen in den Büchern auf. Reale Personen werden in völlig neue Zusammenhänge transferiert, so ist z. B. James Joyce in einem Band ein Opernsänger, während er in einem anderen als Papst die katholische Kirche grundlegend reformiert.
In Das Universum nebenan ist Furbish Lousewart V der Staatspräsident von Unistat. In diesem Universum droht eine terroristische Organisation names Purity of Essence (Reinheit der Substanz) in etlichen Großstädten Unistats Atombomben zu zünden, falls Präsident Lousewart nicht alles Eigentum, das größer ist als 1 Million Dollar, konfisziert und an die Armen des Landes verteilt.
In Der Zauberhut ist nicht Furbish Lousewart Präsident, sondern Eve Hubbard. Sie versucht, das Leben der Menschheit zu verbessern, indem sie beispielsweise die Kolonisation des Weltraums und die Entwicklung von Langlebigkeitspillen fördert. Darüber hinaus erhält jeder, der einen Roboter entwickelt, der seine Arbeit übernimmt, eine monatliche Grundversorgung zugesichert. Auch das Rechtssystem wird von Präsidentin Hubbard radikal verändert. So gibt es nur noch drei verschiedene Kategorien von Verbrechen: Opferlose Verbrechen, die nicht bestraft werden, finanzielle Verbrechen, die mit der Rückzahlung des Schadens bestraft werden, und schwere Verbrechen wie z. B. Mord, die dadurch bestraft werden, dass der Schuldige in die Hölle geschickt wird, welche hier einen realen Ort beschreibt, der vom Rest Unistats abgeschnitten ist und eine eigene Welt bildet.
In diesem Universum wird Unistat eine Art Utopia.
Im dritten Band Die Brieftauben ist Kennedy Präsident, allerdings hat diese Figur kaum etwas mit dem bekannten Präsidenten Kennedy zu tun. Außerdem gibt es Teile in diesem Buch, in denen wiederum entweder Lousewart oder Hubbard Präsidenten von Unistat sind.

## Ausgaben
- Schrödinger’s Cat (Memento vom 1. Mai 2012 im Internet Archive). Pocket Books, New York City
  - The Universe Next Door. 1979, ISBN 0-671-82114-8
  - The Trick Top Hat. 1981, ISBN 0-671-82118-0
  - The Homing Pigeons. 1981, ISBN 0-671-82119-9
- Schrödinger’s Cat. Trilogy. Dell, 1988, ISBN 0-440-50070-2

deutsch
- Schrödingers Katze. Aus dem Amerikanischen von Pociao. Sphinx-Verlag, Basel
  - Das Universum nebenan. Eine spektakuläre Unwirklichkeit und ganz anders als jene, die Alice (im Wunderland) sah. 1981, ISBN 3-85914-406-5
  - Der Zauberhut. Ein abenteuerlicher Okkult-Thriller nicht ganz ohne Sex und voller phantastischer Visionen. 1982, ISBN 3-85914-407-3
  - Die Brieftauben. Und überhaupt hält die Vergangenheit gegenwärtig nicht das, was die Zukunft versprochen hat. 1982, ISBN 3-85914-408-1
- Schrödingers Katze. Aus dem Amerikanischen von Pociao. Rowohlt, Reinbek 1984
  - Das Universum nebenan. 1984, ISBN 3-499-15287-8; 2004, ISBN 3-499-23550-1
  - Der Zauberhut. 1984, ISBN 3-499-15382-3; 2004, ISBN 3-499-23556-0
  - Die Brieftauben. 1985, ISBN 3-499-15476-5; 2004, ISBN 3-499-23564-1
- Schrödingers Katze. Aus dem Amerikanischen von Pociao. Hugendubel, Kreuzlingen/München 2002, ISBN 3-7205-2383-7 (Ausgabe in einem Band)